# Abby Martin
Abigail Suzanne Martin (6 de septiembre de 1984) es una periodista estadounidense y presentadora de Los Archivos del Imperio, un programa noticioso y de investigación presentado a través de la red satelital teleSUR Inglés y YouTube/Youtube.
Fue la presentadora de Breaking the Set en la red satelital Rusa RT América, trabajando desde la sede de Washington D. C.. Antes de presentar su propio programa trabajó dos años como corresponsal para RT América.
Martin también es una artista y activista. Ayudó a fundar el sitio web de periodismo ciudadano llamado Media Roots. Pertenece a la junta directiva de la Fundación de Medios de Comunicación Libres, la cual administra Proyecto Censurado. Martin apareció en el documental Proyecto Censurado la Película: Acabando el Reinado de las Noticias tipo Comida Chatarra (2013). y codirigió 99%: The Occupy Wall Street Collaborative Film (2013).

## Temprana edad
Creció en Pleasanton (California), donde asistió a la preparatoria Amador Valley High School, de la que se graduó en 2002. Después del bachillerato, Martin comenzó a pintar y a tomar fotografías, y algunos de sus trabajos fueron exhibidos alrededor de California. Comenzó a interesarse por el periodismo cuando su novio de bachillerato se alistó en el ejército después de los ataques del 11 de septiembre en 2001. "No quería que fuera a la guerra y mucho menos a luchar en una", recuerda. "Comencé a cuestionar críticamente: '¿Qué está pasando realmente?'". Mientras cursaba su segundo año en la Universidad del Estado de San Diego, empezó a cuestionar lo que ella llamó la "venta" de la guerra en Irak a través de los medios de comunicación. Se graduó como licenciada en Ciencias Políticas y se especializó en español.
En 2004, hizo campaña para la elección de John Kerry como presidente, pero se desilusionó con el paradigma de izquierda-derecha.
Martin trabajó un tiempo como periodista investigativa para un sitio de noticias en línea con sede en San Diego hasta que volvió a California del Norte.
En 2008, publicó un vídeo dando su apoyo al 9/11 Truth Movement (Movimiento para la verdad del 9/11).
Tildó la versión del gobierno estadounidense sobre lo ocurrido el 11 de septiembre del 2001 de "propaganda". Durante la administración del presidente George W. Bush, Martin dijo acerca de los ataques: "Lo he investigado tres años y cada cosa que descubro solidifica mi creencia de que los ataques fueron un trabajo interno y que nuestro gobierno fue cómplice de lo que sucedió".
The New York Times la describió como una teórica de la conspiración del 9/11, pero Martin le dijo a la Prensa Asociada en marzo de 2014 que "ya no apoya" la teoría de que el 9/11 fuese un trabajo interno, como había dicho anteriormente.
En el año 2016, Martin apoyó a las candidatas Jill Stein del Partido Verde y Gloria La Riva del Partido por el Socialismo y Liberación como presidentas de los Estados Unidos.

## Carrera como Periodista

### Media Roots
En 2009 fundó la organización Media Roots, una plataforma de periodismo ciudadano para reportar noticias. Como periodista independiente en Media Roots, cubrió los eventos de Occupy Oakland (California) durante el movimiento Occupy Wall Street de 2011.
Sus secuencias de vídeo tipo documental de las protestas ocurridas en Occupy Oakland fueron usadas por la familia de Scott Olsen, de 24 años, quien fue herido durante las protestas, para denunciar al Departamento de Policía de Oakland. El material videográfico de Martin se usó para demostrar que los protestantes no eran violentos en el momento en el que Olsen fue supuestamente golpeado en la cabeza con un proyectil de la policía.
RT notó el trabajo periodístico de Martin y comenzó a usarla como su corresponsal.
En 2012, se mudó a Washington D. C.

### Breaking the Set
Martin comenzó a presentar su propio show, Breaking the Set, en RT América en septiembre de 2012 desde Washington D. C.
El programa es una crítica a los medios de comunicación con una mezcla de periodismo investigativo. Este se describe así mismo "como un show que corta a través de la narrativa preelaborada que intenta decirle qué pensar y de qué preocuparse", y como un show "que corta a través del falso paradigma de izquierda/derecha creado por el establishment y que cuenta hechos veraces".
Los créditos originales de apertura muestran a Martin con un mazo destruyendo un televisor sintonizado en CNN.
Una versión posterior de los créditos de apertura del show muestra a Martin viajando en helicóptero sobre el Parque Central de Manhattan. De acuerdo a la revista Rolling Stone, episodios del show mostró investigaciones hechas a "Monsanto, Nestlé, el programa dron, la NSA, Israel, Obama, y la fluoración del agua".
Martin llamó ampliamente la atención de los medios de comunicación cuando concluyó su show el 3 de marzo de 2014, con una declaración de un minuto condenando la operación especial militar rusa en Ucrania. Parecía estar leyendo un teleprompter, lo que llevó a los espectadores a suponer que las anotaciones hechas sobre la operación especial militar rusa en Ucrania fueron hechas con la aprobación de los productores del show. Glenn Greenwald escribió un artículo que comparaba favorablemente la declaración de Martin con el comportamiento de los medios de comunicación de los Estados Unidos durante la invasión de Irak en 2003.
RT también dio una declaración diciendo que: "En contra de la opinión popular, RT no golpea a sus periodistas al punto de sumisión; son libres de expresar sus opiniones, no solo en privado, sino al aire".
RT añadió: "La enviaremos a Crimea para darle la oportunidad de sacar sus propias conclusiones desde el epicentro de la historia". Martin se negó: "No iré a Crimea a pesar de la declaración hecha por RT".
El programa Breaking the Set terminó su emisión en febrero del 2015, cuando Martin se retiró de RT declarando que "había decidido enfocarse en el reportaje investigador de campo". En nombre de RT, Anna Belkina declaró a BuzzFeed: "Abby decidió que llegó la hora de probar algo nuevo. Estamos orgullosos del gran trabajo que hizo como presentadora de Breaking the Set".

### The Empire Files

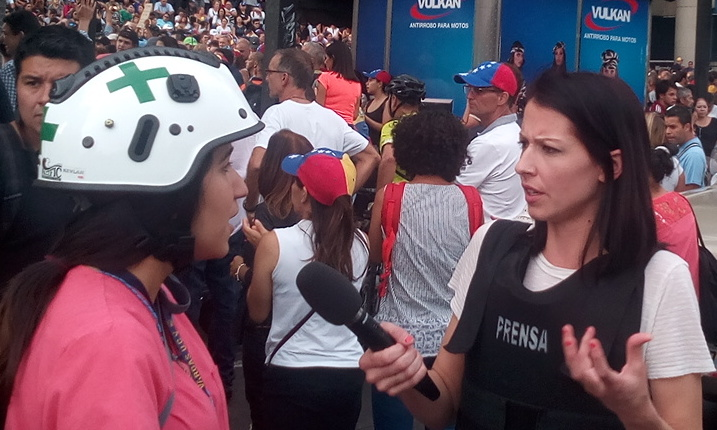
Abby Martin entrevistando a una miembro de Cruz Verde durante las protestas en Venezuela de 2017

Abby Martin lanzó un nuevo programa, The Empire Files (Los Archivos del Imperio), en 2015. Martin lo dirigió y el periodista y activista Michael Prysner lo produjo.
The Empire Files (Los Archivos del Imperio) se transmite en teleSUR, cadena financiada por varios gobiernos latinoamericanos, pero el programa es editorialmente independiente. Martin dijo: "El programa es totalmente independiente de teleSUR ... Nosotros simplemente les vendemos el contenido del programa. Tienen cero control sobre lo que hacemos".
Martin y Prysner recibieron amenazas de muerte por sus reportajes de las protestas de 2017 en Venezuela.
Para el programa The Empire Files, Martin también ha reportado desde Palestina, Cisjordania, la selva amazónica, y Houston (Texas), tras el Huracán Harvey.

## Recepción
El escritor Jeremy Koss describió a Martin como "vibrante, artística y franca". La Revista Millennial la retrató como una representante de los medios de comunicación "sin filtros" para la Milenio, que reporta "historias que merecen reconocimiento público".
Martin fue duramente criticada por su apoyo en el pasado al movimiento de la verdad del 9/11. El columnista del New York Times Robert Mackey, en una publicación de blog en el año 2014, dijo que Martin "sorprendió" a algunos televidentes de la red satelital [RT América]... cuando expresó al aire sus críticas de la 'ocupación por parte de Rusia a Crimea'", pero añadió que "los comentarios de Martin fueron menos sorprendentes para los televidentes más familiares con su tipo de trabajo, como comentarista y activista en contra de la guerra y cuya obsesión ha sido su convicción de que los ataques del 11 de septiembre de 2001 fueron parte de una conspiración gubernamental".
El autor y consultor de medios de comunicación Chez Pazienza la criticó por ser miembro del Movimiento de la Verdad del 9/11, un término también usado para describir a Martin por una columnista del Mediaite. Liz Wahl, antigua presentadora de RT, dijo: "Abby Martin de RT dice cosas que al Kremlin le gustan... Una narrativa que me parece propagandista y hostil hacia Occidente".

## Trabajo seleccionado
Películas
- 99%: The Occupy Wall Street Collaborative Film (2013), codirectora[48]
- Project Censored the Movie (2013), como ella misma[49]
- The Choice Is Ours (2016), como ella misma[50]

Libros
- Martin, Abby. (2011). Framing the Messengers: Junk Food News and News Abuse for Dummies. In Mickey Huff (Ed.) Censored 2012: The Top 25 Censored Stories of 2010–11. Seven Stories Press. ISBN 1609803582.
- Martin, Abby. (2011). Media Democracy in Action. In Mickey Huff (Ed.) Censored 2012: The Top 25 Censored Stories of 2010–11. Seven Stories Press. ISBN 1609803582.
- Martin, Abby. (2015). The Unheard Story of Hurricane Katrina, Blackwater, White Militias & Community Empowerment: An Interview with Scott Crow and Malik Rahim. In Scott Crow (Ed.) Emergency Hearts, Molotov Dreams: A Scott Crow Reader. GTK Press. ISBN 9780996546003.

Radio
- Media Roots Radio (2010–presente)[51]
- Project Censored, KPFA (94.1 FM), coanfitriona[52]

Vídeo
- Media Roots TV (2009–presente)[53]